# 비엘스코군

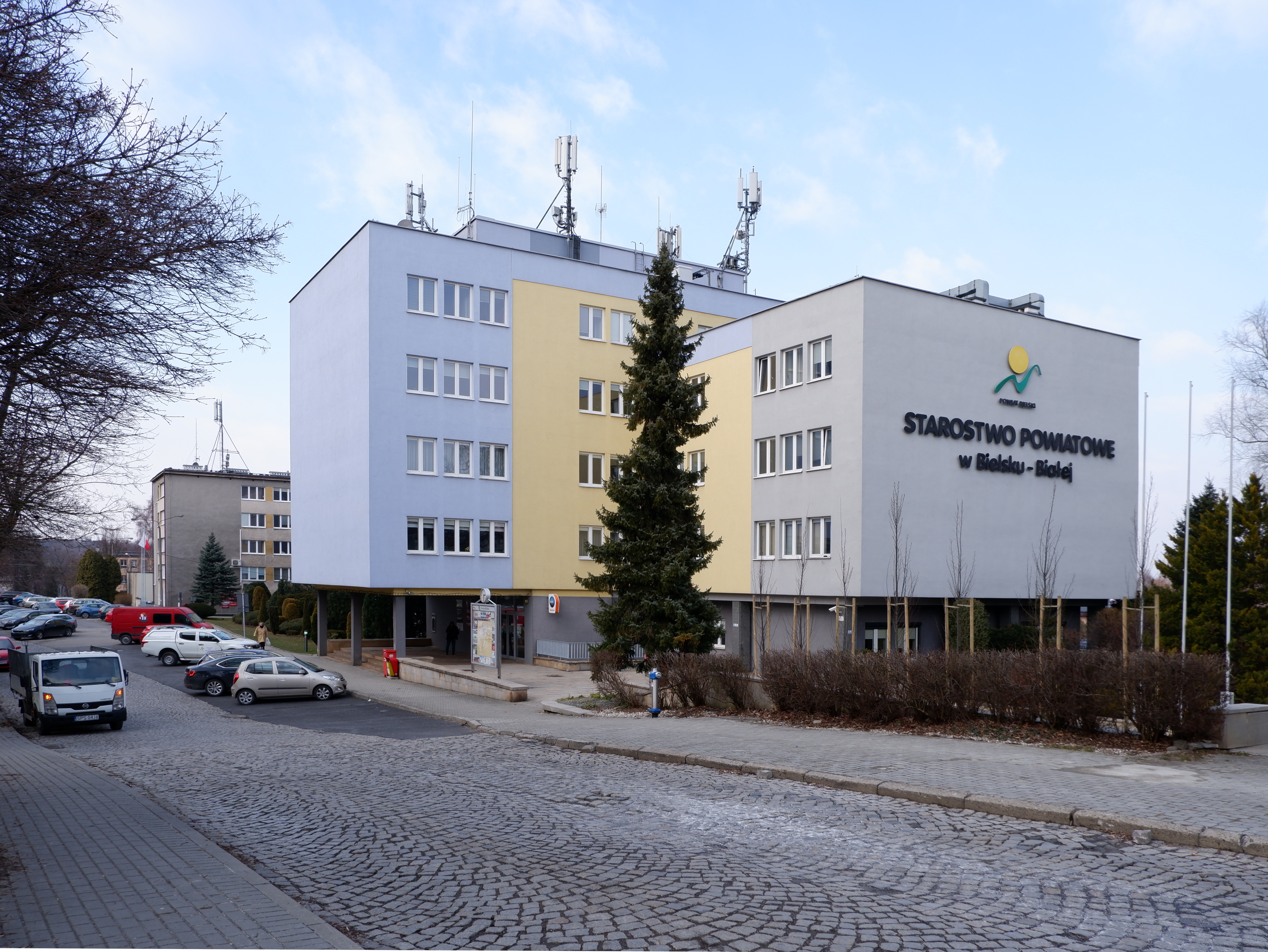
비엘스코비아와에 위치한 비엘스코 군청

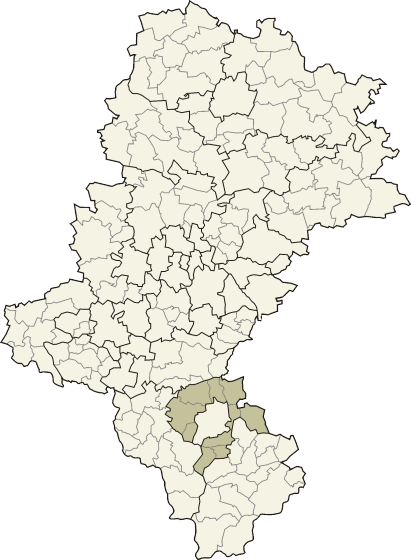
실롱스크주 지도에 표시된 비엘스코군의 위치

비엘스코군(폴란드어: powiat bielski)은 폴란드 실롱스크주에 위치한 군으로 면적은 457.2km2, 인구는 165,374명(2019년 6월 30일 기준), 인구 밀도는 360명/km2이다. 군청 소재지는 비엘스코비아와이지만 비엘스코군에 속하지 않고 별도의 도시군으로 존재한다.
북쪽으로는 프슈치나군, 마워폴스카주 오시비엥침군, 동쪽으로는 마워폴스카주 바도비체군, 남쪽으로는 지비에츠군, 서쪽으로는 치에신군과 접한다. 10개 지방 자치체(1개 도시, 2개 농촌형 도시, 7개 농촌)를 관할한다.

군기
군 문장